# Allotorymus
Allotorymus is een geslacht van vliesvleugeligen uit de familie Torymidae. De wetenschappelijke naam van dit geslacht is voor het eerst geldig gepubliceerd in 1927 door Huber.

## Soorten
Het geslacht Allotorymus is monotypisch en omvat slechts de volgende soort:
- Allotorymus splendens (Provancher, 1887)